# 謝列捷利河
謝列捷利河（烏克蘭語：Серетель），是烏克蘭的河流，位於該國西南部，屬於小錫雷特河的支流，流經切爾諾夫策州，河道全長28公里，流域面積168平方公里。